# Aston Martin Virage (2011)
Der Aston Martin Virage ist ein Sportwagen des britischen Automobilherstellers Aston Martin, von dem zwischen Februar 2011 und August 2012 rund 1000 Fahrzeuge produziert wurden. Er übernahm den Namen des früheren Aston Martin Virage, der zwischen 1989 und 1996 produziert wurde.

## Fahrzeugcharakteristika
Der Virage wurde auf dem Genfer Auto-Salon 2011 vorgestellt. Im Modellangebot wurde der Virage zwischen dem komfortbetonten DB9 und dem sportlichen DBS vermarktet. Er wurde als Coupé und als Cabriolet Volante angeboten.
Der handgefertigte und hinter der Vorderachse eingebaute V12-Leichtmetall-Ottomotor schöpft aus 5,9 Litern Hubraum eine maximale Leistung von 365 kW (497 PS) bei 6500/min. Das maximale Drehmoment wird mit 570 Nm bei 5750/min angegeben. Das 6-Gang-Automatikgetriebe liegt mit dem Differential zusammen an der Hinterachse (Transaxle-Anordnung) und ist mit einer Antriebswelle aus kohlenstofffaserverstärktem Kunststoff in einem Aluminiumgehäuse mit dem Motor verbunden. Ein Sperrdifferenzial gehört zum Serienumfang. Zudem besitzt der Virage eine Zahnstangen-Servolenkung.
Die Karosserie des Virage besteht größtenteils aus Aluminium. Weiterhin werden Magnesiumlegierungen eingesetzt.
Die Räder sind vorn und hinten an doppelten Dreiecksquerlenkern mit Schraubenfedern aufgehängt, an beiden Achsen gibt es Querstabilisatoren und Einrohr-Stoßdämpfer. Das Dämpfungssystem ist adaptiv, das heißt, es passt sich der Straße an.
Als Bremsen dienen rundum belüftete Karbon-Keramik-Bremsscheiben mit einem Durchmesser von 398 mm und Sechskolben-Aluminiumbremssätteln an der Vorderachse, und 360 mm Durchmesser an der Hinterachse mit Vierkolben-Aluminiumbremssätteln. Serienmäßig sind ein Antiblockiersystem (ABS), eine dynamische Stabilitätskontrolle (DSC), elektronische Bremskraftverteilung (EBD), ein Notbremsassistent (EBA) sowie eine Traktionskontrolle.
Serienmäßig hat der Virage 20-Zoll-Leichtmetallräder mit fünf Speichen. Die Gewichtsverteilung hat ein Verhältnis von 50 : 50.
Der Virage wurde in der Aston-Martin-Manufaktur in Gaydon komplett in Handarbeit zusammengebaut, wofür pro Modell rund 200 Arbeitsstunden benötigt wurden.

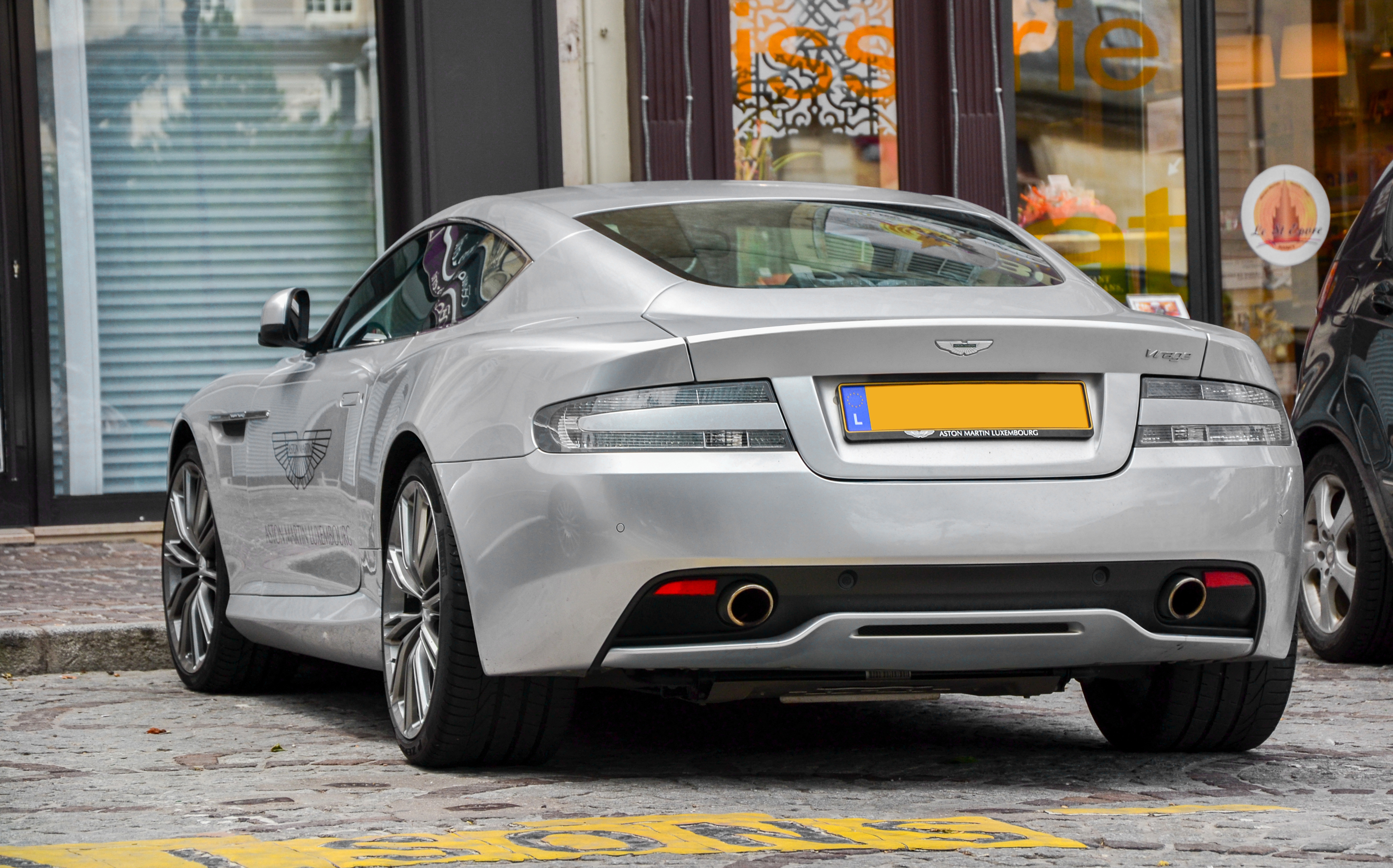
Heckansicht
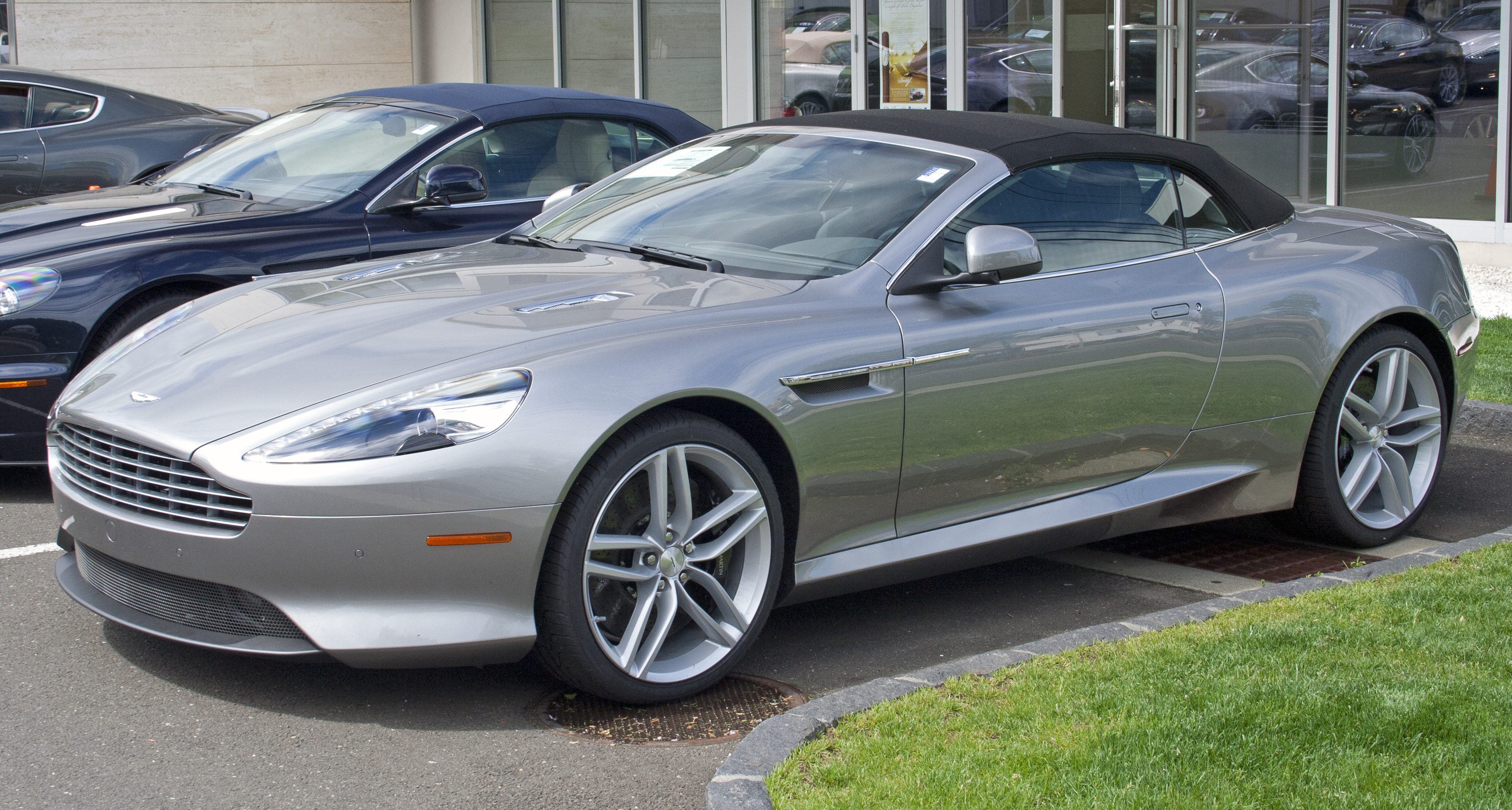
Aston Martin Virage Volante (2011–2012)
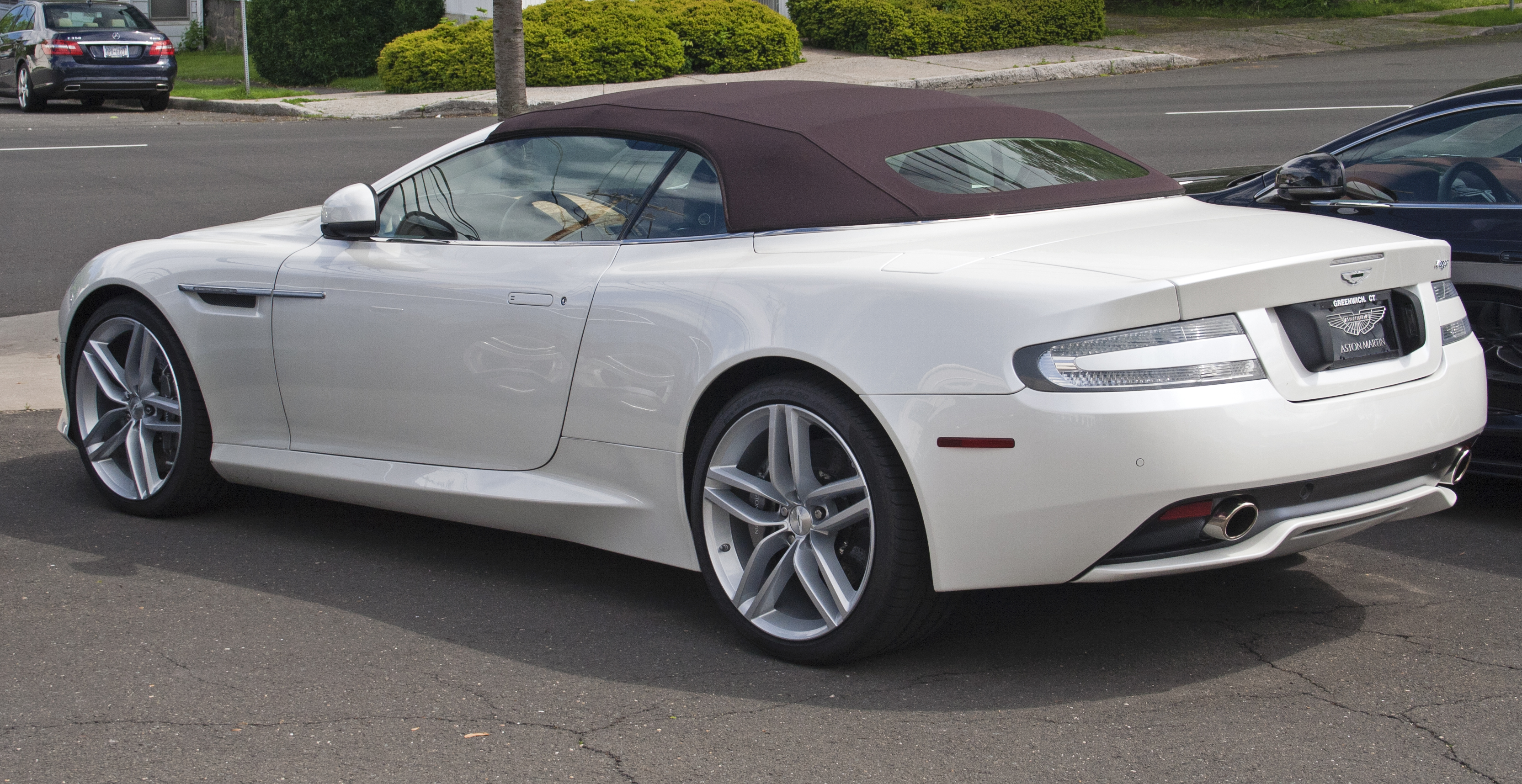
Heckansicht

## Technische Daten
|                                  | Virage Coupé          | Virage Volante        |
| -------------------------------- | --------------------- | --------------------- |
| Bauzeit                          | 02/2011–08/2012       | 02/2011–08/2012       |
| Zylinder/Motorbauart             | Zwölfzylinder-V-Motor | Zwölfzylinder-V-Motor |
| Ventile                          | 48                    | 48                    |
| Hubraum                          | 5935 cm³              | 5935 cm³              |
| Motoraufladung                   | —                     | —                     |
| max. Leistung bei min−1          | 365 kW (497 PS)/6500  | 365 kW (497 PS)/6500  |
| max. Drehmoment bei min−1        | 570 Nm/5750           | 570 Nm/5750           |
| Antrieb                          | Hinterradantrieb      | Hinterradantrieb      |
| Getriebe                         | 6-Stufen-Automatik    | 6-Stufen-Automatik    |
| Leergewicht                      | 1785 kg               | 1890 kg               |
| Tankinhalt                       | 78 l                  | 78 l                  |
| EU-Normverbrauch/100 km          | 15,0 l                | 15,0 l                |
| CO2-Ausstoß                      | 349 g/km              | 349 g/km              |
| Abgasnorm nach EU-Klassifikation | Euro 5                | Euro 5                |
| Höchstgeschwindigkeit vmax       | 299 km/h              | 299 km/h              |
| Beschleunigung 0–100 km/h        | 4,6 s                 | 4,6 s                 |

## Zulassungszahlen
Zwischen 2011 und 2013 sind in der Bundesrepublik Deutschland insgesamt 83 Aston Martin Virage neu zugelassen worden. Mit 39 Einheiten war 2012 das erfolgreichste Verkaufsjahr.
|  |

|  |

|  |

|  |

|  |

|  |

|  |

|  |

|  |

|  |

|  |

|  |

|  |

|  |

|  |

|  |

|  |

|  |

|  |

|  |

|  |

|  |

|  |

|  |

|  |

|  |

|  |

|  |

|  |

|  |

|  |

|  |

|  |

|  |

|  |

|  |

|  |

|  |

|  |

|  |

|  |

|  |

|  |

|  |

|  |

|  |

|  |

|  |

|  | Benziner (83) |

|  | Benziner (83) |